# Реомюр, Рене Антуан
Рене́ Антуа́н Реомю́р (фр. René Antoine de Réaumur; 28 февраля 1683, Ла-Рошель, Франция — 17 октября 1757, Сен-Жюльен-дю-Терру, Мэн, Франция) — французский естествоиспытатель и натуралист, энтомолог, физик и математик.
Член Французской академии наук (1708), почётный член Петербургской академии наук (1737), член Лондонского королевского общества (1738), иностранный член Прусского королевского научного общества (ныне Берлинско-Бранденбургская АН) (1742), иностранный член Шведской королевской академии наук (1748).
Основные труды в области физики, зоологии и др. В 1730 году описал изобретённый им спиртовой термометр, шкала которого определялась точками кипения и замерзания воды и была разделена на 80 градусов (см. Градус Реомюра). В области зоологии осветил вопросы биологии общественных насекомых и тлей, отношения насекомых к растениям; уточнил функции особей пчелиной семьи. Самый большой труд его «Mémoires pour servir à l’histoire des insectes» (1734—1742) посвящён энтомологии.

## Температурная шкала Реомюра
В 1730 году Реомюр предложил температурную шкалу, впоследствии названную его именем. Ошибочно считается, что один градус этой шкалы равен 1/80 разности температур кипения воды и таяния льда (то есть градус Реомюра равен 5/4 градуса Цельсия) — истинное определение этой шкалы описано ниже; шкала практически вышла из употребления.
Реомюр взялся за это дело не первым. Существовал уже термоскоп Галилея, термометры флорентийских академиков и термометрическая шкала Фаренгейта. Мало того, существовала уже шкала петербургского академика Жозефа Делиля, выбравшего в качестве реперной (опорной) точки одну-единственную величину — температуру кипения воды.
Несмотря на перечисленные достижения, в термометрии оставался ряд недоработанных пунктов, связанных в основном с выбором реперных точек. Считалось, например, что даже при неизменном давлении вода может кипеть при разных температурах…
Реомюр начал с того, что перед лицом авторитетной академической комиссии это заблуждение опроверг. Далее, анализируя выполненные в 1724 году работы Фаренгейта, он остался недоволен расплывчатым выбором опорных точек (за ноль принималась температура замерзания смеси воды, соли и нашатыря, а за 100 градусов — температура человеческого тела). Не понравились Реомюру и ранее применявшиеся термометрические жидкости — вода или ртуть. Он остановился на винном спирте.
Припаяв к круглой колбочке тонкую трубку, Реомюр залил в неё спирт, по мере возможности очищенный от воды и растворенных газов. В своем мемуаре он отмечает, что его жидкость содержала не более 5 процентов воды.
Трубка не запаивалась — Реомюр лишь затыкал её замазкой, изготовленной на основе скипидара.
Опорная точка была у Реомюра всего одна: температура таяния льда. А величину градуса он определил приняв за один градус такое изменение температуры, при котором объем спирта возрастает или убывает на 1/1000. Таким образом, термометр Реомюра можно считать, по существу, большим пикнометром, точнее — примитивным прототипом этого физикохимического прибора, созданного Д. И. Менделеевым в 1859 году.
Коэффициент объемного расширения 96%-ного спирта составляет 0,001081 К−1. Так как Кельвин равен градусу Цельсия, то градус Реомюра, выраженный в градусах Цельсия, можно получить, разделив 0,001 на 0,00108. Получается, что он равен 0,926 градуса Цельсия, а не 1,25.
Стремясь удовлетворить возрастающий спрос, французские ремесленники приступили к массовому изготовлению термометров Реомюра. У них уже был опыт в изготовлении ртутных барометров, и они решили знакомую им технологию использовать при изготовлении новомодных приборов. Спирт заменили ртутью, термометры стали меньше и удобнее. В 40-е годы до Франции дошли образцы термометров Цельсия, в которых было две опорные точки. Изготовителям было гораздо проще разбить небольшое расстояние, на которое поднимался столбик ртути при переходе воды от замерзания к кипению, на некоторое количество частей, чем каждый раз рассчитывать уровни подъема термометрической жидкости. Каждый ремесленник помнил, что шкала Реомюра заканчивалась числом 80 (выше начинал кипеть спирт). Поэтому они обозначили точку кипения воды числом 80. Так и возникла «шкала Реомюра», которая дожила до середины XX века.
Интерес к термометрии возник у Реомюра явно в связи с изысканиями, касавшимися чёрной металлургии. Для получения различных модификаций железа нужны разные степени нагрева, их надо сопоставлять. Но для решения этой задачи следовало поначалу прояснить вопрос об измерении, сопоставлении по определенной и воспроизводимой процедуре хотя бы небольших степеней нагретости или охлажденности тел. Первой его работой на эту тему была отдельная публикация, относящаяся, видимо, к 1725 году и посвященная принципам конструирования термометров со сравнимыми шкалами.
Ещё при жизни Реомюра были проведены измерения точки кипения воды в градусах его шкалы. Жан Тийе в присутствии Жана-Антуана Нолле получил значение 85. Но все последующие измерения дали величины от 100 до 110 градусов. Если использовать вышеупомянутые современные данные, то для точки кипения воды в градусах Реомюра получается значение 108.
В 1772 году в качестве стандартной была принята температура кипения воды, равная 110 градусов Реомюра. Но разнобой продолжался ещё 22 года, до 1 апреля 1794 года, когда в связи с введением во Франции метрической системы, по предложению минералога и метеоролога Рене-Жюста Гаюи, было утверждено в качестве стандартного значение 100 — фактически, принято то, что уже называли шкалой Цельсия.
Начиная с 1734 года Реомюр в течение пяти лет публиковал отчеты об измерениях температур воздуха с помощью предложенного им прибора в различных местностях, от центральных районов Франции до индийского порта Пондишери, однако позднее термометрию забросил.

## Вклад вметаллургию
В 1715 году Реомюр начал заниматься металлургией железа. Результаты первых исследований материалов на основе железа были опубликованы в нескольких работах. Из них получили известность такие, как «Искусство превращения ковкого железа в сталь» и «Искусство умягчения литого чугуна». В указанных работах впервые даны научные основы термической обработки чугуна и стали. До этого ни одна из технологий обработки материалов на основе железа не имела объяснения. Обе работы были опубликованы в 1722 году издательством Мишеля Брюнне в Париже.
По мнению Реомюра:
…основой является чистая железная субстанция, соединённая с большим или меньшим количеством сернисто-солевой материи, причём больше всего её содержится в чугуне и меньше всего в ковком железе; в стали содержится среднее количество. Если из чугуна удалять эту сернисто-солевую материю, то его можно вначале превратить в сталь, а затем и в мягкое железо, и наоборот, добавляя в мягкое железо указанную материю, можно получить вначале сталь, а затем и чугун
Эта теория объясняла не только умягчение чугуна — Реомюр называет это «искусством умягчения литого чугуна», но и науглероживание, или, как говорят металлурги, цементацию стали. Таким образом, мы по существу имеем дело с первой попыткой всестороннего научного объяснения двух различных технологий термической обработки материала на основе железа. Если слова «сернисто-солевая материя» заменить словом «углерод», то станет ясно, насколько современно мыслил Реомюр. Французский учёный фактически создал теорию, которая стала основой современных научных представлений о механизме превращений, протекающих при термической обработке металлов на основе железа, тем более, что Реомюр под сернисто-солевой материей понимал горючую составляющую древесного угля, то есть, как мы теперь знаем, — углерод.

## Таксоны, названные в честь Реомюра
- Мокрица Реомюра (Hemilepistus reaumuri)

## Память
- В 1935 году Международный астрономический союз присвоил имя Реомюра кратеру на видимой стороне Луны.
- В честь Реомюра назван астероид (7098) Реомюр (англ. Reaumur), открытый 9 октября 1993 года в обсерватории Ла-Силья[10].
- Станция парижского метро Реомюр — Себастополь названа в честь Реомюра.

## Труды
- Réaumur R. A. F. L’art de convertir le fer forgé en acier et l’art d’adoucir le fer fondu. — Paris, 1722.